# 여 (시호)
여(厲)는 동아시아 군주의 시호다. 악시로, 《일주서》 〈시법해〉에 따르면 '사납고 교만하여 친한 이가 없음', '무고한 이를 죽임'의 뜻이라 한다. 다른 표기로 날(剌), 이(利)가 있다.

## 왕

### 서주
- 여왕 호

### 초
- 분모 순

### 전한
- 회남여왕(淮南厲王) 유장
- 사수여왕(泗水厲王) 유준
- 제여왕(齊厲王) 유차창
- 연날왕(燕剌王) 유단
- 광릉여왕(廣陵厲王) 유서

### 전진
- 월여왕(越厲王) 부생

## 제후

### 공
- 노여공(魯厲公) 탁
- 송여공(宋厲公) 부사
- 정여공(鄭厲公) 돌
- 제여공(齊厲公) 무기
- 진여공(陳厲公) 약
- 진여공(晉厲公) 주포
- 소릉여공(邵陵厲公) 조방

### 후
- 진여후(晉厲侯) 복
- 채여후(蔡厲侯)
- 초여후(楚厲侯) 유영
- 익수여후(益壽厲侯) 우금